# Карпилівка (Валевачівська сільська рада)
Карпилівка (біл. вёска Карпілаўка) — село в складі Червенського району Мінської області, Білорусь. Село підпорядковане Валевачівській сільській раді, розташоване в центральній частині області.